# جوديث بريت
جوديث بريت (بالإنجليزية: Judith Brett)‏ هي عالمة سياسة أسترالية، ولدت في 1949.